# Parafia św. Jakuba Apostoła w Jamestown
Parafia św. Jakuba Apostoła w Jamestown – parafia rzymskokatolicka, należąca do diecezji Port Pirie, erygowana w 1877 roku.
Parafia na swoim terytorium posiada trzy kościoły: 
- Kościół św. Jakuba Apostoła w Jamestown
- Kościół św. Piotra Apostoła w Gladstone
- Kościół Niepokalanego Serca Najświętszej Maryi Panny w Georgetown